# Monastero di São Vicente de Fora
Il monastero di São Vicente de Fora è un monastero agostiniano situato nella freguesia di São Vicente nella città di Lisbona. L'edificio attuale fu eretto dall'architetto italiano Filippo Terzi tra il 1582 e il 1627.
Il termine portoghese Fora sta per "fuori le mura", poiché al momento della sua costruzione il terreno su cui giace si trovava fuori dai bastioni che circondavano la città. Oggigiorno è inglobato nel reticolo urbano della città. Si tratta di un edificio costruito in stile manierista, uno dei più importanti di questo stile, del Portogallo ed è inoltre luogo di sepoltura della maggior parte dei re portoghesi della Casa di Braganza.

## Storia
Il primo monastero di São Vicente de Fora fu fondato nel 1147 dal primo re del Portogallo, Alfonso I, per l'Ordine di Sant'Agostino. Il monastero, eretto in stile romanico al di fuori della città fu uno dei più importanti del Portogallo medievale. Esso era dedicato a san Vincenzo di Saragozza, santo patrono di Lisbona, le cui reliquie furono trasportate a Lisbona dall'Algarve nel XII secolo.

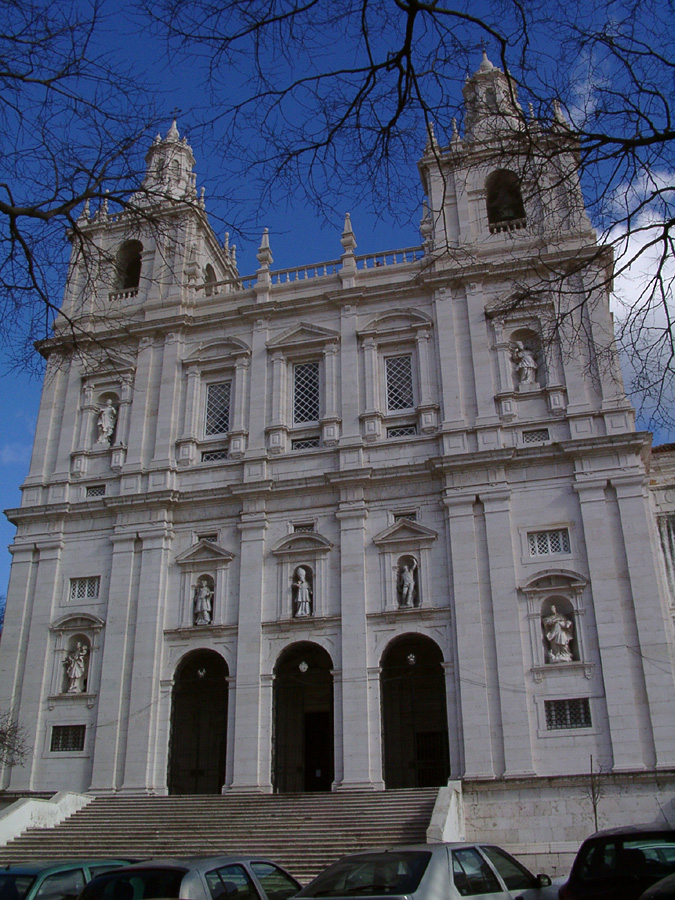
Facciata della chiesa del monastero di São Vicente de Fora

L'edificio attuale è una ricostruzione disposta da Filippo II di Spagna, re del Portogallo all'epoca con il nome di Filippo I, dopo la crisi di successione al trono portoghese del 1580.
La chiesa del monastero fu eretta fra il 1582 e il 1627 dall'architetto italiano Filippo Terzi e da quello spagnolo Juan de Herrera, ma il monastero attiguo non fu terminato che nel XVIII secolo. I progetti furono seguiti e modificati da Leonardo Torriani, Baltazar Álvares, Pedro Nunes Tinoco e João Nunes Tinoco.

## Esterni
La chiesa del monastero ha una facciata maestosa ed austera che segue lo stile rinascimentale noto poi con il nome di manierismo. La facciata, attribuita a Baltazar Álvares, ha numerose nicchie con statue di santi ed è fiancheggiata da due torri (un modello che verrà generalizzato in Portogallo). La parte inferiore della facciata ha tre archi che conducono al nartece. La pianta della chiesa è a croce latina con una navata unica e cappelle laterali.

## Interno
L'interno della chiesa di São Vicente de Fora è notevole per le sue linee, con una graziosa volta a botte e un'enorme cupola al centro. La concezione generale dell'interno della chiesa è quella della chiesa del Gesù a Roma.
Il bel retablo principale è un'opera barocca del XVIII secolo dovuta ad uno dei migliori scultori portoghesi, Joaquim Machado de Castro. Il retablo ha forma di baldacchino ed è ornato di un gran numero di statue. La chiesa contiene anche altri retabli nelle cappelle laterali.
Gli edifici del monastero sono accessibili tramite un magnifico portale barocco situato a lato della facciata della chiesa. All'interno l'ingresso è decorato di piastrelle azzurre e bianche del XVIII secolo, che narrano la storia del monastero, comprese le scene dell'assedio di Lisbona del 1147.
Nella portineria del monastero si trova un soffitto dipinto a trompe-l'œil realizzato nel 1710 dall'italiano Vincenzo Baccherelli, oltre a un grande pannello di azulejo rappresentante la conquista di Lisbona sugli arabi ove si può riconoscere il castello di San Giorgio e la cattedrale di Santa Maria Maggiore di Lisbona.
A sud della chiesa si trova il chiostro con i muri coperti di azulejo del XVIII secolo che ricordano le favole del poeta francese Jean de La Fontaine. Dal chiostro si accede all'antico refettorio dei monaci ove oggi si trova il Pantheon dei Braganza, quivi realizzato da Giovanni IV del Portogallo.

## Pantheon dei Braganza
Il Pantheon dei Braganza è una zona del monastero che accoglie le spoglie dei 59 membri della II casa dei Braganza che regnò sul Portogallo dal 1640 al 1910.

### Persone inumate

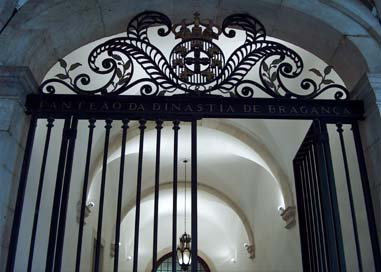
Porta d'entrata del Pantheon.

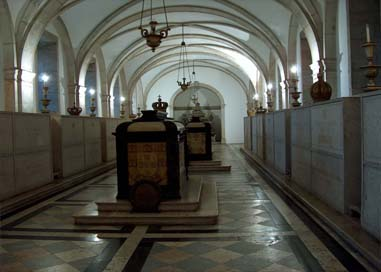
Interno del Pantheon reale dei Braganza

1. Giovanni IV del Portogallo, re del Portogallo (18 marzo 1604 – 6 novembre 1656) -  (figlio di Teodosio II di Braganza)
2. Luisa Maria Francesca di Guzmán, regina del Portogallo (13 ottobre 1613 – 27 febbraio 1666) -  (sposa del Giovanni IV del Portogallo)
3. Infante Teodosio del Portogallo (8 febbraio 1634 – 15 maggio 1653) -  (figlio del Giovanni IV del Portogallo)
4. Infanta Anna (21 gennaio 1635 – 21 gennaio 1635) -  (figlia di Giovanni IV del Portogallo)
5. Infanta Giovanna (18 settembre 1636 – 17 novembre 1653) -  (figlia del Giovanni IV del Portogallo)
6. Infanta Caterina di Braganza, regina d'Inghilterra e di Scozia (25 novembre 1638 – 31 dicembre 1705) -  (figlia di Giovanni IV del Portogallo)
7. Alfonso VI del Portogallo, re del Portogallo (21 agosto 1643 – 12 settembre 1683) -  (figlio del Giovanni IV del Portogallo)
8. Maria Francesca di Savoia-Nemours, regina del Portogallo (21 giugno 1646 – 27 dicembre 1683) - (sposa di Alfonso VI del Portogallo poi di Pietro II del Portogallo)
9. Pietro II del Portogallo, re del Portogallo (26 aprile 1648 – 9 dicembre 1706) -  (figlio del Giovanni IV del Portogallo)
10. Maria Sofia del Palatinato-Neuburg, regina del Portogallo (6 agosto 1666 - 4 agosto 1699) - (seconda sposa di Pietro II del Portogallo)
11. Infanta Isabella Luisa (6 gennaio 1669 – 21 ottobre 1690) -  (figlia di Pietro II del Portogallo)
12. Infante Giovanni (30 agosto 1688 – 17 settembre 1688) -  (figlio di Pietro II del Portogallo)
13. Infante Francesco Saverio (25 maggio 1691 – 21 luglio 1742) -  (figlio di Pietro II del Portogallo)
14. Infanta Francesca (30 gennaio 1694 – 1694) -  (figlia di Pietro II del Portogallo)
15. Infante Antonio Francesco (15 marzo 1695 - 20 ottobre 1757) -  (figlio di Pietro II del Portogallo)
16. Infanta Teresa Maria (24 febbraio 1696 – 16 febbraio 1704) -  (figlia di Pietro II del Portogallo)
17. Infante Manuele Giuseppe (3 agosto 1697 – 3 agosto 1766) -  (figlio di Pietro II del Portogallo)
18. Infanta Francesca Giuseppa (30 gennaio 1699 – 15 luglio 1766) -  (figlia di Pietro II del Portogallo)
19. Giovanni V del Portogallo, re del Portogallo (22 ottobre 1689 – 31 luglio 1750) -  (figlio di Pietro II del Portogallo)
20. Infante Pietro (29 ottobre 1712 – 19 ottobre 1714) -  (figlio di Giovanni V del Portogallo)
21. Infante Carlo (2 maggio 1716 – 30 marzo 1736) -  (figlio di Giovanni V del Portogallo)
22. Infante Alessandro (24 settembre 1723 – 2 agosto 1728) -  (figlio di Giovanni V del Portogallo)
23. Giuseppe I del Portogallo, re del Portogallo (6 giugno 1714 – 24 febbraio 1777) -  (figlio di Giovanni V del Portogallo)
24. Marianna Vittoria di Borbone-Spagna, regina del Portogallo (31 marzo 1718 - 15 gennaio 1781) -  (sposa di Giuseppe I del Portogallo)
25. Infanta Maria Anna Francesca del Portogallo (7 ottobre 1736 – 26 maggio 1813) -  (figlia di Giuseppe I del Portogallo)
26. Infanta Maria Dorotea Francesca (21 settembre 1739 – 14 gennaio 1771) -  (figlia di Giuseppe I del Portogallo)
27. Infanta Maria Benedetta (25 luglio 1746 – 18 agosto 1829) -  (figlia di Giuseppe I del Portogallo e sposa di Giuseppe di Braganza)
28. Pietro III del Portogallo, re del Portogallo (5 luglio 1717 – 25 maggio 1786) -  (figlio di Giovanni V del Portogallo)
29. Infante Giuseppe (20 agosto 1761 – 11 settembre 1788) -  (figlio di Pietro III del Portogallo e di Maria I del Portogallo)
30. Infante Giovanni (16 settembre 1763 – 10 ottobre 1763) -  (figlio di Pietro III del Portogallo e e di Maria I del Portogallo)
31. Infanta Maria Clementina (9 giugno 1774 – 27 giugno 1776) -  (figlia del Pietro III del Portogallo et Maria I del Portogallo)
32. Infanta Maria Isabella (22 dicembre 1776 – 14 gennaio 1777) -  (figlia del Pietro III del Portogallo et Maria I del Portogallo)
33. Giovanni VI del Portogallo, re del Portogallo (13 maggio 1767 – 10 marzo 1826) -  (figlio del Pietro III del Portogallo e Maria I del Portogallo)
34. Carlotta Gioacchina di Borbone-Spagna, regina del Portogallo (25 aprile 1775 – 7 gennaio 1830) -  (sposa del Giovanni VI del Portogallo)
35. Infante Antonio di Beja (21 marzo 1795 – 11 giugno 1801) -  (figlio del Giovanni VI del Portogallo)
36. Infanta Isabella Maria (4 luglio 1801 – 22 aprile 1876) -  (figlia di Giovanni VI del Portogallo)
37. Infanta Maria (25 giugno 1805 – 7 gennaio 1834) -  (figlia di Giovanni VI del Portogallo)
38. Maria II del Portogallo, regina del Portogallo (4 aprile 1819 – 15 novembre 1853) -  (figlia di Pietro I del Brasile)
39. Augusto di Leuchtenberg (9 dicembre 1810 – 28 marzo 1835) (primo sposo di Maria II del Portogallo)
40. Ferdinando II del Portogallo, re del Portogallo (29 ottobre 1816 – 15 dicembre 1885)  (secondo sposo di Maria II del Portogallo)
41. Infanta Maria (4 ottobre 1840 – 4 ottobre 1840) -  (figlia di Maria II del Portogallo e di Ferdinando II del Portogallo)
42. Infante Giovanni Maria (16 marzo 1842 – 27 dicembre 1861) -  (figlio di Maria II del Portogallo e di Ferdinando II del Portogallo)
43. Infante Ferdinando (23 luglio 1846 - 6 novembre 1861) -  (figlio di Maria II del Portogallo e di Ferdinando II del Portogallo)
44. Infante Augusto (4 novembre 1847 – 26 settembre 1889) -  (figlio di Maria II del Portogallo et Ferdinando II del Portogallo)
45. Infante Leopoldo (7 maggio 1849 – 7 maggio 1849) -  (figlio del Maria II del Portogallo et Ferdinando II del Portogallo)
46. Infanta Maria da Glória (3 febbraio 1851 – 3 febbraio 1851) -  (figlia di Maria II del Portogallo e di Ferdinando II del Portogallo)
47. Infante Eugenio (15 novembre 1853 – 15 novembre 1853) -  (figlio di Maria II del Portogallo e di Ferdinando II del Portogallo)
48. Michele I del Portogallo, re del Portogallo (26 ottobre 1802 – 14 novembre 1866)[1] -  (figlio di Giovanni VI del Portogallo)
49. Adelaide di Löwenstein-Wertheim-Rosenberg (3 aprile 1831 – 16 dicembre 1909) -  (sposa di Michele I del Portogallo)
50. Pietro V del Portogallo, re del Portogallo (16 settembre 1837 – 11 novembre 1861) -  (figlio di Maria II del Portogallo e di Ferdinando II del Portogallo)
51. Stefania di Hohenzollern-Sigmaringen, regina del Portogallo (15 luglio 1837 – 17 luglio 1859) -  (sposa di Pietro V del Portogallo)
52. Luigi I del Portogallo, re del Portogallo (31 ottobre 1838 – 19 ottobre 1889) -  (figlio di Maria II del Portogallo e di Ferdinando II del Portogallo)
53. Infante Alfonso del Portogallo (31 luglio 1865 – 21 febbraio 1920) -  (figlio di Luigi I del Portogallo)
54. Un infante senza nome (27 novembre 1866 – 27 novembre 1866) -  (figlio di Luigi I del Portogallo)
55. Carlo I del Portogallo, re del Portogallo (28 settembre 1863 – 1 febbraio 1908) -  (figlio di Luigi I del Portogallo)
56. Amelia d'Orléans, regina del Portogallo (28 settembre 1865 – 25 ottobre 1951) -  (sposa di Carlo I del Portogallo)
57. Luigi Filippo di Braganza, principe ereditario (21 marzo 1887 – 1 febbraio 1908) -  (figlio di Carlo I del Portogallo)
58. Infanta Maria Anna (14 dicembre 1887 – 14 dicembre 1887) -  (figlia di Carlo I del Portogallo)
59. Manuele II del Portogallo, re del Portogallo (15 novembre 1889 – 2 luglio 1932) -  (figlio di Carlo I del Portogallo)

### Persone trasferite in un altri luoghi d'inumazione
1. Pietro I del Brasile, re del Portogallo, imperatore del Brasile (12 ottobre 1798 – 24 settembre 1834)[2]
2. Amelia di Leuchtenberg, imperatrice del Brasile (31 luglio 1812 – 26 gennaio 1873)[3] -  (seconda sposa di Pietro I del Brasile)